# Хетеа (Ковасна)
Хетеа (рум. Hetea) насеље је у Румунији у округу Ковасна у општини Валчеле. Oпштина се налази на надморској висини од 626 m.

## Становништво
Према подацима из 2002. године у насељу је живело 281 становника.

### Попис2002.
| Расподела становништва по националности 2002.‍ | Расподела становништва по националности 2002.‍ | Расподела становништва по националности 2002.‍ | Расподела становништва по националности 2002.‍ | Расподела становништва по националности 2002.‍ |
| --------------------------------------------- | --------------------------------------------- | --------------------------------------------- | --------------------------------------------- | --------------------------------------------- |
|                                               |                                               |                                               |                                               |                                               |
| Румуни                                        | Румуни                                        |                                               | 9                                             | 3,2%                                          |
| Роми                                          | Роми                                          |                                               | 271                                           | 96,8%                                         |